# Reggie Wayne
Reginald DeVincey Wayne (Nova Orleans, 17 de Novembro de 1978) é um ex-jogador profissional de futebol americano da National Football League que atuava na posição de wide receiver. Atualmente ele serve como técnico de recebedores pelo Indianapolis Colts, time que defendeu durante toda sua carreira.

## Começo da carreira
Wayne frequentou a John Ehret High School em Marrero, Louisiana, onde ele chegou a praticar futebol americano e atletismo. No futebol americano ele teve mais sorte conseguindo em seu segundo ano fazer 50 recepções para 930 jardas (uma média de 18.6 jardas por recepção) e 10 Touchdowns.

## Carreira Universitária
Reggie Wayne foi titular durante os 4 anos em que frequentou a Universidade de Miami e conseguiu jogar com outros atletas que mais tarde também fariam sua fama na NFL como Ed Reed, Santana Moss e Andre johnson. Wayne quebrou o recorde da universidade com 173 recepções(sendo 36 jogos consecutivos com pelo menos 1 recepção), além dele ser um dos três WR com mais de 20 TDs pela Universidade de Miami sendo os outros dois Michael Irvin e Lamar Thomas. Wayne com suas 48 recepções como calouro ainda é um recorde da Universidade. Reggie se formou em Artes no final de 2000. Ele também dividiu o dormitório com o Safety do  Baltimore Ravens Ed Reed.

### Números na universidade
| Ano   | Time | Jogos | Titular | Recepções | Jardas | Média por Recepção | TDs |
| 1997  | MIA  | 11    | 10      | 48        | 640    | 13,3               | 2   |
| 1998  | MIA  | 9     | 9       | 42        | 629    | 15,0               | 4   |
| 1999  | MIA  | 12    | 12      | 40        | 486    | 12,1               | 4   |
| 2000  | MIA  | 11    | 11      | 43        | 755    | 17,5               | 10  |
| Total | -    | 43    | 42      | 175       | 2 510  | 14,3               | 20  |

## Carreira na NFL

### Indianapolis Colts

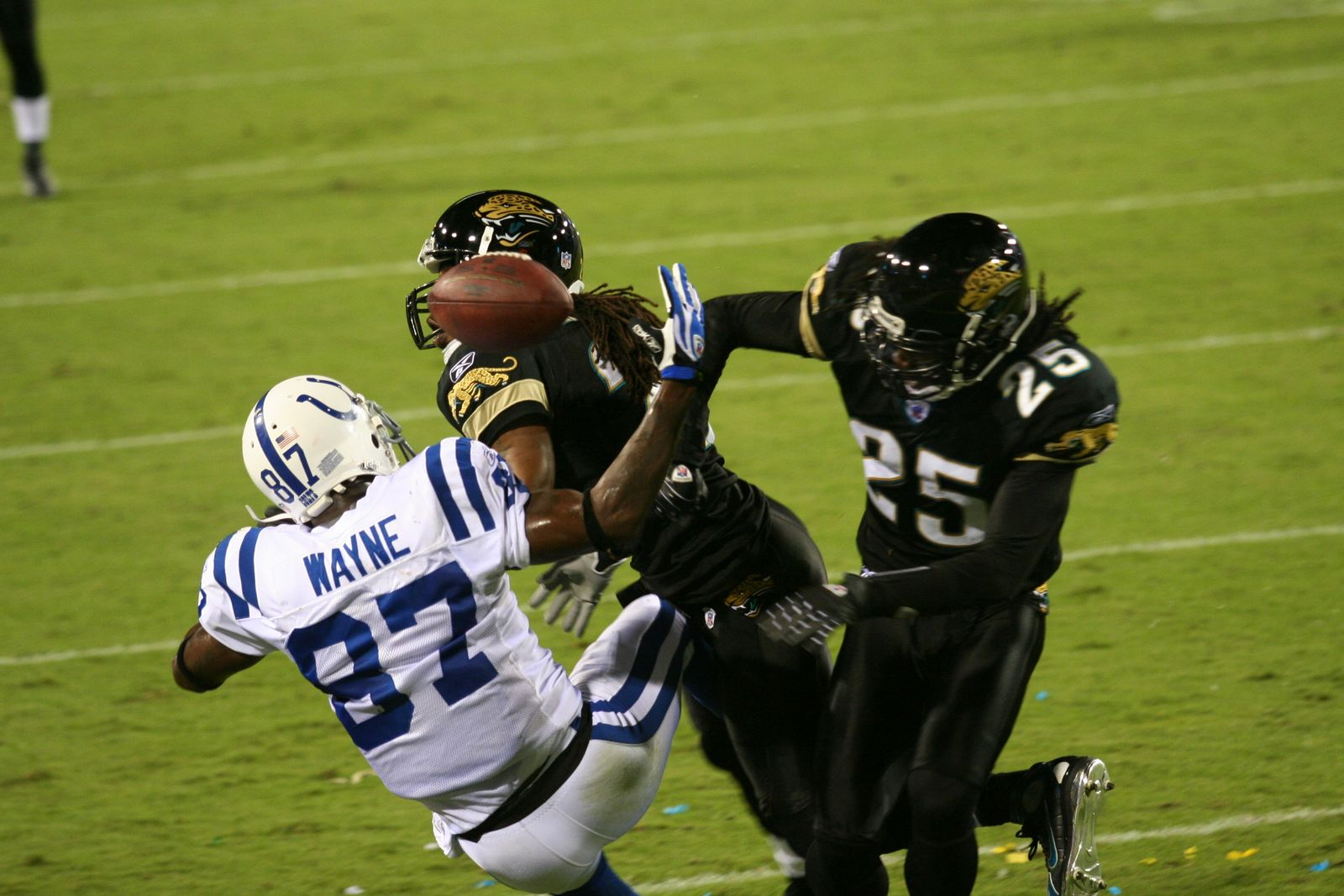
Reggie Wayne tentando fazer uma recepção em um jogo contra o Jacksonville Jaguars

Reggie Wayne foi selecionado na primeira rodada (30° overall pick) do Draft de 2001 da NFL pelo Indianapolis Colts onde seria companheiro do recebedor Marvin Harrison e do quarterback Peyton Manning. Em seu primeiro ano, Wayne fez 27 recepções para 345 jardas sem fazer Touchdowns. Mas no seu segundo ano ele recebeu 49 apsses para 716 e 4 touchdowns enquanto atuava como Slot receiver.
Durante a temporada de 2003, Wayne assumiu a função de titular absoluto no respeitado ataque de Indianapolis e durante a temporada daquele ano ele fez 68 recepções para 838 jardas e 7 TDs. Em 2004 ele pegou 77 passes e fez 1 210 jardas com 12 TDs na temporada em que Peyton Manning estabeleceu um recorde de TDs lançados com 49 (recorde que seria batido 3 anos depois). Durante os playoffs, Wayne foi nomeado "Wild Card Weekend Offensive Player of the Week" (melhor performance no jogo de Wild Card) depois da vitórias dos Colts sobre os Broncos. Na temporada seguinte, Wayne continuou a melhorar sua média de recepções com 83.
Em 2006, Wayne renovou seu contrato com os Colts assinando um acordo de 6 anos valendo US$39.5 milhões. Na temporada seguinte a renovação ele fez 86 recepções para 1 310 jardas e 9 TDs sendo selecionado para o Pro Bowl. Wayne ajudou os Colts a chegar ao Super Bowl XLI e a vencer o Chicago Bears com um Touchdown de 53 jardas no começo do jogo. Ele terminou a partida com 2 recepções para 61 jardas e 1 TD.
Em 2007, Wayne assumiu a responsabilidade de ser o jogador principal do ataque dos Colts e principal alvo de peyton manning, devido as contusões de Marvin Harrison e Dallas Clark. Ele correspondeu fazendo 104 recepções além de 1 510 jardas, liderando a NFL nesse quesito, e foi selecionada para o seu segundo Pro Bowl consecutivo.
Em 2008, Wayne foi novamente eleito para o Pro Bowl depois de terminar a temporada com 82 recepções para 1145 jardas e 6 touchdowns, incluindo um TD de 65 jardas logo no primeiro drive da partida contra o poderoso Pittsburgh Steelers.
Na semana 8 da temporada de 2011, Reggie Wayne passou Steve Largent como o 20º na história da NFL em recepções na carreira.
Em 13 de março de 2012, os Colts renovaram o contrato de Wayne por mais três anos. Naquele ano ele conseguiu a segunda melhor marca da carreira com 106 recepções e foi eleito para seu sexto Pro Bowl.
Em 2013, Reggie passou da marca das 1 000 recepções na carreira, se tornando o 9º a realizar este feito. Contudo o jogador, após romper o ligamento cruzado anterior do seu joelho direito em um jogo no dia 20 de outubro, acabou perdendo todo o restante da temporada.
Na temporada de 2014, ele atuou em quinze partidas, conquistou 779 jardas e anotou dois TDs. Em maio de 2015, o time decidiu não renovar o contrato do veterano e o dispensou do time.

### New England Patriots
Em agosto de 2015, Wayne assinou um contrato de um ano com o New England Patriots. Contudo, o jogador foi dispensado em setembro (por pedido dele mesmo), após o término da pré-temporada.

### Aposentadoria
Em janeiro de 2016 anunciou formalmente sua aposentadoria da liga. Quando encerrou sua carreira na NFL, ele era o sétimo jogador na NFL com mais recepções, oitavo em jardas recebidas e vigésimo-terceiro em touchdowns recebidos.
Em 2022, Wayne foi contratado como técnico de wide receivers pelos Colts.

## Estatísticas
| Ano   | Time | Jogos | Titular | Rec   | Jardas | JPR  | TDs |
| 2001  | IND  | 13    | 9       | 27    | 345    | 12,8 | 0   |
| 2002  | IND  | 16    | 7       | 49    | 716    | 14,6 | 4   |
| 2003  | IND  | 16    | 16      | 68    | 838    | 12,3 | 7   |
| 2004  | IND  | 16    | 16      | 77    | 1 210  | 15,7 | 12  |
| 2005  | IND  | 16    | 16      | 83    | 1 055  | 12,7 | 5   |
| 2006  | IND  | 16    | 16      | 86    | 1 310  | 15,2 | 9   |
| 2007  | IND  | 16    | 16      | 104   | 1 510  | 14,5 | 10  |
| 2008  | IND  | 16    | 16      | 102   | 1 145  | 14,0 | 6   |
| 2009  | IND  | 16    | 16      | 100   | 1 264  | 12,7 | 10  |
| 2010  | IND  | 16    | 16      | 111   | 1 355  | 12,2 | 6   |
| 2011  | IND  | 16    | 16      | 75    | 960    | 12,8 | 4   |
| 2012  | IND  | 16    | 15      | 106   | 1 355  | 12,8 | 5   |
| 2013  | IND  | 7     | 7       | 38    | 503    | 13,2 | 2   |
| 2014  | IND  | 15    | 15      | 64    | 779    | 12,2 | 2   |
| Total | -    | 211   | 194     | 1 070 | 14 345 | 13,4 | 82  |